# Италианско социално движение
Италианско социално движение (МСИ) (на италиански: Movimento Sociale Italiano, MSI), по-късно Италианско социално движение - Национална десница (на италиански: Movimento Sociale Italiano – Destra Nazionale), е бивша неофашистка и постфашистка политическа партия в Италия.
Създадена е през 1946 г. от привържениците на бившия диктатор Бенито Мусолини, повечето от които с опит от Република Сало и Републиканската фашистка партия, МСИ става четвъртата по големина партия в Италия от началото на 1960-те години. Партията дава неформална местна и евентуално национална подкрепа на християндемократите от края на 1940-те и през 1950-те години, споделяйки антикомунистическите идеологии. В началото на 1960-те години партията пробива в кулоарите на италианската политика и постепенно започва да получава политическо признание през 1980-те години.
Съществува вътрешна конкуренция между умерените и радикални фракции на партията. Радикалите водят партията през първите години под ръководството на Джорджо Алмиранте, докато умерените придобиват контрол през 1950-те и 1960-те години. Връщането на Алмиранте като лидер през 1969 г. се характеризира с по-голяма стратегия за универсална партия. През 1987 г. ръководството на партията е поето от Джанфранко Фини, който я преобразува в Национален алианс (АН) през 1995 г. По този повод, малка група, водена от Пино Раути, не е съгласна с новия курс и формира Трицветен пламък.

## Предистория
МСИ носи своето име и идеали от Италианската социалиална република, създадена от Бенито Мусолини през 1943 г. зад нацистките военни линии. Доминиращата партия на републиката, Републиканска фашистка партия на Мусолини, вдъхновява създаването на МСИ, която се разглежда като наследник както на РФП, така и на оригиналната Национална фашистка партия (ПНФ). МСИ е образувана от бивши фашистки лидери и ветерани от фашистката армия на републиката. Партията все пак се опитва да модернизира и преразгледа фашистката доктрина в по-умерена и изтънчена посока. МСИ също така привлича елементи от следвоенната популистка протестна „Партия на обикновения човек“.

## История

### Ранни години (1946 – 1954)
МСИ е създадена от група фашистки ветерани на 26 декември 1946 г. в Рим, а бившият фашистки държавен служител Джорджо Алмиранте става първият лидер на партията. Трите първоначални основни цели на партията са да съживят фашизма на Мусолини, да надвият италианската демокрация и да се борят срещу комунизма. Но поради следвоенната италианска конституция и споразумения със съюзническите сили, застъпничеството за завръщане към фашизма трябва да се извършва дискретно. Въпреки че се адаптира към ограниченията на демократичната среда, явната идеология явно е антагонистична спрямо либералната демокрация.
МСИ печели финансова подкрепа от заможни бизнесмени и собственици на земя, поради страха им от евентуална комунистическа Италия. На първите общи избори през 1948 г., партията печели седем депутати и един сенатор. Партията скоро става свидетел на нарастващи конфликти между консерваторите, които се стремят към участие в НАТО, и политическите съюзи с монархистите и християндемократите, както и твърдите лидери, които искат МСИ да бъде антиамериканска. Алмиранте е заменен като лидер на МСИ през 1950 г., поради неговата безкомпромисна позиция срещу НАТО. Той е заменен от консерватора Аугусто Де Марсанич, под чието ръководство партията постига увеличение на вота.

### Артуро Микелини (1954 – 1969)
Четири години по-късно, през 1954 г., Де Марсанич е заменен от Артуро Микелини. Консервативните елементи доминират в партията през 50-те и 60-те години и тя поддържа доста умерен ход. В края на 50-те години, МСИ става четвъртата по големина партия в Италия, а италианската партийна система е уникална в Европа по отношение на постоянно и значимо неофашистко присъствие след края на Втората световна война. Микелини установява стратегията за коалиция по време на своето ръководство на партията, което означава да приеме сътрудничество с други партии. Недоволен от фокуса на МСИ върху парламентаризма и опити за установяване на имидж на демократична партия, радикалите в партията недоволстват и създават няколко отделни групи. Пино Раути и други се отделят през 1956 г. и основават партията Нов ред, а Стефано Деле Кяйе основава Национален авангард.
Още в края на 40-те години християндемократите, донякъде с неохота, дискретно приемат подкрепата на МСИ да извади комунистите от управлението. Християндемократите също така приемат подкрепата на партията (заедно с монархистите и либералите), за да подкрепят своите малцинствени правителства в края на 50-те години. През 1960 г. МСИ дори са единствените, които подкрепят християндемократическото малцинствено правителство, което има огромни политически последствия. По време на националния конгрес на МСИ от 1960 г. в Генуа, свирепи антифашистки протести избухват, заради левите притеснения за нарастващата роля на партията в италианската политика. Тези протести се разпространяват в други италиански градове, което води до насилствени и смъртоносни сблъсъци с полицията и принуждава правителството да забрани провеждането на конгреса на МСИ. Самото правителство подава оставка няколко дни по-късно, което изтласква МСИ в миманса и започва спада на партията.
В началото на 60-те години бунтовете стават обичайно между поддръжниците на МСИ и радикалните левици. След победата на лявоцентристкото правителство през 1963 г., християндемократите вече не се нуждаят от парламентарната подкрепа на МСИ. Така партията е отстранена от всички останали партии и основната ѝ цел е да се върне в политическата игра.

### Джорджо Алмиранте (1969 – 1987)
Микелини е лидер на партията до смъртта му през 1969 г., когато първият лидер Алмиранте отново си възвръща контрола. Той се опитва да съживи партията, като преследва агресивна политика срещу студентските революции вляво, студентското движение от 1968 г. опустошително за младежката организация на партията. След неуспешния подход на Микелини към сътрудничество с другите партии, Алмиранте въвежда двойна стратегия за твърд антисистемен курс, съчетан със създаването на по-широка коалиция „Национална десница“. Той разширява партията както в консервативни, така и в радикални направления, когато инициира сътрудничество и евентуално сливане с Монархистката национална партия и върне други радикали в партията.
Партията нараства силно в началото на 70-те години и почти удвоява подкрепата си на общите избори през 1972 г., след като оспорва изборите в съвместен иск с монархисти. МСИ твърди, че има 420 000 членове през 1973 г., но подкрепата ѝ се понижава на общите избори през 1976 г. и много консерватори напускат партията, оставяйки я с 279 000 членове тази година. Умерените формират партията Национална демокрация, но макар да е половината от парламентарното представителство на МСИ и почти всички негови публични финанси, новата партия е елиминирана на следващите общи избори и отива в небитието.
В края на 70-те и началото на 80-те години на миналия век, втората вълна на десния тероризъм в Италия кара някои членове на МСИ да се радикализират, а други напускат партията, за да образуват нови организации. МСИ става постепенно по-толерирана от основните партии, тъй като настойчивите ѝ денонсирания на насилие придобиват доверие. Политическият климат е дерадикализиран след нова вълна от проучвания и „историзация“ на фашизма, широко дискутирани в средствата за масово осведомяване, което също така води МСИ до по-малко стигматизиране, отколкото преди. След като става премиер през 1983 г., Бетино Кракси от Италианската социалистическа партия се среща с лидерите на МСИ и по-късно службата му излиза с изявление, което изразява съжаление за „гетото“ на партията. През 1984 г. високопоставени представители на християндемократите, либералите и демократичните социалисти присъстват за първи път на партийния конгрес на МСИ. На следващата година, на партията е дадено едно място в съвета на директорите на Rai, държавната радио и телевизионна мрежа.

### Джанфранко Фини (1987 – 1995)
Джанфранко Фини поема ръководството на партията от Алмиранте през 1987 г., като помазан наследник и предпочитан кандидат от старата част на партията. Въпреки това, след смъртта на Алмиранте през следващата година, Фини остава без защитник. Фини е смятан за слаб лидер, неспособен да се обърне към упадъка и изолацията на партията, и предприема провокативни инициативи срещу вътрешната опозиция.
През 1990 г. Пино Раути печели ръководството на партията от Фини, но неговият революционен, антикапиталистически и ляв (но все пак лоялен фашистки) подход още отчуждава поддръжниците на партията. В резултат, Фини си връща лидерството през 1991 г.
Фини се стреми да неглижира фашисткия произход на МСИ, като разделя партията на фракции. Той трансформира МСИ в по-умерения Национален алианс (АН), който отива по-далеч от стратегията на Националната десница на Алмиранте от 70-те години. Фини скоро се смята за умел политически деец и получава подкрепата на партийното мнозинство. В скандалите от Танджентополи от началото на 90-те години, съдиите откриват широко разпространена система на корупция във всички основни партии и много ключови политици са подведени под съд. Скандалите са опустошителни за основните партии и водят до разпадането им. Тъй като така наречената „Първа република“ се срива, МСИ остава незабъркана в скандалите, които не взимат участие в италианския политически живот. Независимо от това е необходима радикална трансформация, за да се дистанцира от фашисткото наследство. В същото време, краят на Студената война спомага за дерадикализирането на италианската политика. Корупционните скандали водят и политическата конкуренция в Италия да стане много персонализирана, а през 1993 г. Фини и Алесандра Мусолини изненадващо печелят безпрецедентна голяма подкрепа, когато се кандидатират за кметове на Рим и Неапол съответно. Въпреки че губят изборите си, те спечелват около 45% от гласовете.
Проектът за АН е стартиран през 1993 г., оспорва общите избори през 1994 г., а през януари 1995 г. МСИ е разформирована и заменена от АН. Раути и други радикали се опитват да реформират МСИ като Трицветен пламък, но само с умерен успех. Фини от своя страна продължава да води до огромни избирателни печалби, в коалицията Поле на доброто правителство с новоизгрелия Силвио Берлускони и неговата партия Форца Италия, а в крайна сметка и в част от правителствата. Участието в правителството от 1994 г. се изправя пред силни критики от няколко европейски политици, но не се проявява в дипломатически аспект. Само за няколко години Фини превръща МСИ от стагнация в позиция на участие в правителствена коалиция. Макар че дългосрочни и други краткосрочни фактори са част от новото състояние на партията, то едва ли може да се случи без последиците от скандала Танджентополи.

## Идеология
Политическата програма на МСИ винаги е била неясна, но нейните теми подчертават традиционните социални ценности, закона и реда и враждебността към социалните малцинства и гражданските свободи. Тя препоръчва централизирана държава с президентска форма на управление и липса на делегиране на правомощия на регионите. Партията преследва една дуалистична политика, в която се обединяват антисистемните дискурси с практическа политика на избирателно сътрудничество с основното право. Макар че отдавна е загрижена за дебата за фашизма и антифашизма, партията се дистанцира от това в началото на 90-те години, за да се съсредоточи по-скоро върху съвременните италиански въпроси. Докато и двете крила на партията се споразумяват след 50-те години на миналия век, че фашизмът е мъртъв, те все пак виждат някои добри неща във фашизма, които искат да възстановят. Когато партията се трансформира в АН, тя категорично отхвърля фашизма, както и „всякакъв вид тоталитаризъм и расизъм“. За разлика от другите крайнодесни партии в Европа, които увеличават влиянието си в края на 80-те години, МСИ избира да не води кампания срещу имиграцията, защото е по-малко от другите европейски страни.

### Вътрешни фракции
МСИ включва голямо разнообразие от течения, вариращи от републиканците до монархистите, консервативните капиталисти към радикалните антикапиталисти и революционерите до корпоратистите. Партията е разделена предимно между привържениците на това, което Ренцо Де Феличе нарича „фашистко движение“ и „фашистки-режим“, което грубо съответства и на „северните“ и „южните“ фракции на партията.
Повечето от първоначалните лидери на партията са северни радикали, но по-голямата част от подкрепата им е от избирателите на юг. На север партийният елит до голяма степен се състои от силно идеологически ветерани от гражданската война. Тъй като Италианската социална република не съществува на юг и там няма гражданска война, а южните поддръжници на МСИ са в контраст, до голяма степен умерени консерватори, по-малко заинтересовани от идеологията. Когато консерваторите печелят властта на партията през 50-те години, те я насочват повече към традиционния десен и монархически спектър.

### Външна политика
МСИ възприема силно националистичен подход във външната политика, но първоначално е разделена между „трета сила“ и про-НАТО групи. Тя се въздържа, когато парламентът гласува за приемането на Италия в НАТО през 1949 г., но по-късно изразява подкрепата си за НАТО и Европейската общност, въз основа на идеята за „европейски национализъм“. Партията подкрепя включването на Италия в Европейската парична система през 1979 г., както и разполагането на американски круизни ракети в Сицилия през 1983 г.
За разлика от други постфашистки или крайнодесни партии в Европа по това време, МСИ подкрепя държавата Израел.

## Участия в избори

### Парламентарни
| Камара на депутатите |                     |                     |                   |     |                     |
| Година               | # от общите гласове | % от общите гласове | # от общите места | +/– | Лидер               |
| 1948                 | 526 882 (#7)        | 2.0                 | 6 / 574           | –   | Джорджо Алмиранте   |
| 1953                 | 1 582 154 (#5)      | 5.8                 | 29 / 590          | 23  | Аугусто Де Марсанич |
| 1958                 | 1 407 718 (#4)      | 4.8                 | 24 / 596          | 5   | Артуро Микелини     |
| 1963                 | 1 570 282 (#6)      | 5.1                 | 27 / 630          | 3   | Артуро Микелини     |
| 1968                 | 1 414 036 (#6)      | 4.5                 | 24 / 630          | 3   | Артуро Микелини     |
| 1972                 | 2 894 722 (#4)      | 8.7                 | 56 / 630          | 32  | Джорджо Алмиранте   |
| 1976                 | 2 238 339 (#4)      | 6.1                 | 32 / 630          | 24  | Джорджо Алмиранте   |
| 1979                 | 1 930 639 (#4)      | 5.3                 | 30 / 630          | 2   | Джорджо Алмиранте   |
| 1983                 | 2 511 487 (#4)      | 6.8                 | 42 / 630          | 12  | Джорджо Алмиранте   |
| 1987                 | 2 281 126 (#4)      | 5.9                 | 35 / 630          | 7   | Джорджо Алмиранте   |
| 1992                 | 2 107 037 (#6)      | 5.4                 | 34 / 630          | 1   | Джанфранко Фини     |

| Сенат на републиката |                     |                     |                   |     |                     |
| Година               | # от общите гласове | % от общите гласове | # от общите места | +/– | Лидер               |
| 1948                 | 164 092 (#8)        | 0.7                 | 1 / 237           | –   | Джорджо Алмиранте   |
| 1953                 | 1 473 645 (#5)      | 6.1                 | 9 / 237           | 8   | Аугусто Де Марсанич |
| 1958                 | 1 150 051 (#5)      | 4.4                 | 8 / 246           | 1   | Артуро Микелини     |
| 1963                 | 1 458 917 (#6)      | 5.3                 | 14 / 315          | 6   | Артуро Микелини     |
| 1968                 | 1 304 847 (#5)      | 4.6                 | 11 / 315          | 2   | Артуро Микелини     |
| 1972                 | 2 766 986 (#4)      | 9.2                 | 26 / 315          | 15  | Джорджо Алмиранте   |
| 1976                 | 2 086 430 (#4)      | 6.6                 | 15 / 315          | 11  | Джорджо Алмиранте   |
| 1979                 | 1 780 950 (#4)      | 5.7                 | 13 / 315          | 2   | Джорджо Алмиранте   |
| 1983                 | 2 283 524 (#4)      | 7.4                 | 18 / 315          | 5   | Джорджо Алмиранте   |
| 1987                 | 2 121 026 (#4)      | 6.5                 | 16 / 315          | 2   | Джорджо Алмиранте   |
| 1992                 | 2 171 215 (#6)      | 6.5                 | 16 / 315          | –   | Джанфранко Фини     |

### Европейски парламент
| Европейски парламент |                     |                     |                   |     |                   |
| Година               | # от общите гласове | % от общите гласове | # от общите места | +/– | Лидер             |
| 1979                 | 1 909 055 (#4)      | 5.5                 | 4 / 81            | –   | Джорджо Алмиранте |
| 1984                 | 2 274 556 (#4)      | 6.5                 | 5 / 81            | 1   | Джорджо Алмиранте |
| 1989                 | 1 918 650 (#4)      | 5.5                 | 4 / 81            | 1   | Джанфранко Фини   |